# Колфакс (округ, Нью-Мексико)
Шаблон:StateAbbr_ 36°37′ пн. ш. 104°38′ зх. д. / 36.61° пн. ш. 104.64° зх. д.
Округ Колфакс (англ. Colfax County) — округ (графство) у штаті Нью-Мексико, США. Ідентифікатор округу 35007.

## Історія
Округ утворений 1869 року.

## Демографія
За даними перепису
2000 року
загальне населення округу становило 14189 осіб, зокрема міського населення було 6879, а сільського — 7310.
Серед мешканців округу чоловіків було 7190, а жінок — 6999. В окрузі було 5821 домогосподарство, 3977 родин, які мешкали в 8959 будинках.
Середній розмір родини становив 2,86.
Віковий розподіл населення поданий у таблиці:
| Стать    | До 15 років | 15-21 | 22-29 | 30-39 | 40-49 | 50-65 | 65-85 | Понад 85 |
| -------- | ----------- | ----- | ----- | ----- | ----- | ----- | ----- | -------- |
| Чоловіки | 1449        | 855   | 496   | 831   | 1103  | 1371  | 960   | 125      |
| Жінки    | 1352        | 558   | 524   | 852   | 1084  | 1313  | 1104  | 212      |

## Суміжні округи
- Лас-Анімас, Колорадо — північ
- Юніон — схід
- Мора — південь
- Гардінґ — південь
- Таос — захід
- Костілья, Колорадо — північний захід

## Виноски
1. ↑  U.S. Decennial Census. United States Census Bureau. Архів оригіналу за 26 квітня 2015. Процитовано 1 січня 2015.
2. ↑  Historical Census Browser. University of Virginia Library. Архів оригіналу за 30 травня 2019. Процитовано 1 січня 2015.
3. ↑  Population of Counties by Decennial Census: 1900 to 1990. United States Census Bureau. Архів оригіналу за 16 квітня 2015. Процитовано 1 січня 2015.
4. ↑  Census 2000 PHC-T-4. Ranking Tables for Counties: 1990 and 2000 (PDF). United States Census Bureau. Архів оригіналу (PDF) за 18 грудня 2014. Процитовано 1 січня 2015.
5. ↑  State & County QuickFacts. United States Census Bureau. Архів оригіналу за 6 червня 2011. Процитовано 27 вересня 2013.(англ.) Наведено за англійською вікіпедією.
6. ↑  American FactFinder. Бюро перепису населення США. Архів оригіналу за 29 липня 2011. Процитовано 31 січня 2008.

| США | Це незавершена стаття з географії США. Ви можете допомогти проєкту, виправивши або дописавши її. |